# Enrico I di Anhalt
Enrico I di Anhalt (1170 – 1252) fu conte di Anhalt dal 1212 e primo principe regnante di Anhalt dal 1218 fino alla sua morte.

## Biografia
Enrico era il figlio maggiore del conte Bernardo d'Anhalt avuto dalla prima moglie Brigitte, figlia del re Canuto V di Danimarca. Apparteneva dunque alla stirpe degli Ascanidi. Bernardo fu infeudato al ducato di Sassonia dall'imperatore Federico Barbarossa dopo la deposizione del duca Enrico il Leone della stirpe dinastia dei Welfen-Guelfi nel 1180. Dopo la sua morte nel 1212, i suoi figli superstiti divisero le sue terre secondo le leggi della Casa degli Ascanidi: Enrico ricevette il vecchi possedimenti allodali ascaniani nella Schwabengau sassone intorno a Ballenstedt, dove stabilì il principato di Anhalt; mentre il fratello minore Alberto ereditò il titolo ducale sassone e mantenne numerose proprietà estere disgiunte nelle città di Wittenberg e Belzig (in seguito Saxe-Wittenberg) e nella signoria settentrionale di Lauenburg.
Inizialmente, Enrico era un leale sostenitore dell'erede degli Hohenstaufen, Federico II, anche se in seguito passò temporaneamente dalla parte del suo rivale di fazione guelfa, l'imperatore Ottone IV. Intorno al 1215, iniziò a designare se stesso come "principe" (princeps, tedesco: Fürst), e dalla morte di Ottone nel 1218 fu ufficialmente elevato a quel grado partecipando alle diete Hoftag dell'imperatore Federico II. Dal 1220 Enrico fece da tutore ai figli minorenni del suo cugino ascanico, il defunto margravio Alberto II di Brandeburgo, rivaleggiando sia con l'arcivescovo di Magdeburgo Alberto I di Käfernburg che con suo fratello, il duca Alberto di Sassonia.
Enrico sostenne l'imperatore Federico II durante la ribellione di suo figlio Enrico (VII) nel 1234 e nelle sue campagne italiane contro la Lega Lombarda, partecipando all'assedio di Brescia del 1238. Tornato in Germania, fu coinvolto nel conflitto tra l'arcivescovo di Magdeburgo Wilbrand von Käfernburg con i suoi cugini ascanici, i margravi di Brandeburgo, per cui le proprietà di Nienburg furono devastate dalle truppe del margravio Ottone III nel 1242. Le parti si riconciliarono nel 1245, con la mediazione del duca Ottone I di Brunswick che sposò sua figlia Matilda, una nipote dei margravi del Brandeburgo, al figlio maggiore del principe Enrico, Enrico II.
Il più famoso ministeriale di Enrico fu Eike von Repgow, un nobile sassone di Reppichau, che compilò il Sachsenspiegel, il più importante codice legale del Medioevo tedesco. Il principe era anche un famoso Minnesänger. All'inizio del XIV secolo, cinque dei suoi minnelieder (canzoni d'amore) furono copiati nel Codex Manesse, un ricco e famoso canzoniere; in questo testo viene erroneamente definito "Duca" (in tedesco Herzog).

Partizione dell'Anhalt tra i figli di Enrico I

Prima della sua morte, intorno al 1245, Enrico si "ritirò" e divise il principato di Anhalt tra i suoi figli: Enrico II ereditò Aschersleben, Bernardo ricevette Bernburg e Sigfrido prese Zerbst. I suoi figli più giovani non morti bambini, Ermanno e Magnus, furono ordinati sacerdoti. La casa degli Ascanidi governò il ducato di Anhalt fino al 1918.

## Matrimonio e discendenza
Attorno al 1211 Enrico sposò Ermengarda ("Irmgard", nata nel 1197 - morta nel 1244), figlia del langravio Ermanno I di Turingia e seconda cugina dell'imperatore Hohenstaufen, Federico II, attraverso la nonna paterna Giuditta di Svevia. Ebbero undici figli:
- Enrico II, principe di Anhalt-Aschersleben (nato nel 1215 - morto il 12 giugno 1266);
- Jutta (morta dopo il 14 maggio 1277), sposata dal 10 marzo 1233 a Nicola I di Werle;
- Sofia (morta il 23 novembre 1272), sposata prima con il duca Ottone I di Merania, poi con il conte Sigfrido di Regenstein, e in un terzo matrimonio con Otto di Hadmersleben;
- Bernardo I, principe di Anhalt-Bernburg (nato intorno al 1218 - morto nel 1287);
- Alberto (morto nel 1245 circa), frate francescano;
- Ermanno (morto nel 1289), canonico ad Halberstadt;
- Magnus (morto dopo il 18 giugno 1264), canonico a Magdeburgo;
- Otto (morto dopo il 19 luglio 1246), canonico a Magdeburgo;
- Sigfrido I, principe di Anhalt-Zerbst (nato intorno al 1230 - morto a Köthen, il 25 marzo 1298);
- Edvige ("Hedwig", morta il 21 dicembre 1259), sposata l'8 maggio 1242 con il duca Boleslao II di Slesia;
- Gertrude (morta nel 1275), badessa di Gernrode (1260-1275).

## Ascendenza
|                          |                      |                              | Genitori                |  |  | Nonni |  |  | Bisnonni              |  |  | Trisnonni                   |  |
|                          |                      |                              |                         |  |  |       |  |  | Ottone di Ballenstedt |  |  | Adalberto II di Ballenstedt |  |
|                          |                      |                              |                         |  |  |       |  |  | Ottone di Ballenstedt |  |  | Adalberto II di Ballenstedt |  |
|                          |                      | Adelaide di Weimar-Orlamünde |                         |  |  |       |  |  | Ottone di Ballenstedt |  |  |                             |  |
| Alberto I di Brandeburgo |                      |                              |                         |  |  |       |  |  | Ottone di Ballenstedt |  |  |                             |  |
|                          |                      | Eilika di Sassonia           | Magnus di Sassonia      |  |  |       |  |  |                       |  |  |                             |  |
|                          |                      | Eilika di Sassonia           | Magnus di Sassonia      |  |  |       |  |  |                       |  |  |                             |  |
|                          |                      | Eilika di Sassonia           | Sofia d'Ungheria        |  |  |       |  |  |                       |  |  |                             |  |
| Bernardo III di Sassonia |                      | Eilika di Sassonia           |                         |  |  |       |  |  |                       |  |  |                             |  |
|                          |                      | …                            | …                       |  |  |       |  |  |                       |  |  |                             |  |
|                          |                      | …                            | …                       |  |  |       |  |  |                       |  |  |                             |  |
|                          |                      | …                            | …                       |  |  |       |  |  |                       |  |  |                             |  |
| Sofia di Winzenburg      |                      | …                            |                         |  |  |       |  |  |                       |  |  |                             |  |
|                          |                      | …                            | …                       |  |  |       |  |  |                       |  |  |                             |  |
|                          |                      | …                            | …                       |  |  |       |  |  |                       |  |  |                             |  |
|                          |                      | …                            | …                       |  |  |       |  |  |                       |  |  |                             |  |
| Enrico I di Anhalt       |                      | …                            |                         |  |  |       |  |  |                       |  |  |                             |  |
|                          | Magnus I di Götaland | Niels di Danimarca           |                         |  |  |       |  |  |                       |  |  |                             |  |
|                          | Magnus I di Götaland | Niels di Danimarca           |                         |  |  |       |  |  |                       |  |  |                             |  |
|                          | Magnus I di Götaland | Margareta Fredkulla          |                         |  |  |       |  |  |                       |  |  |                             |  |
| Canuto V di Danimarca    | Magnus I di Götaland |                              |                         |  |  |       |  |  |                       |  |  |                             |  |
|                          |                      | Risikka di Polonia           | Boleslao III di Polonia |  |  |       |  |  |                       |  |  |                             |  |
|                          |                      | Risikka di Polonia           | Boleslao III di Polonia |  |  |       |  |  |                       |  |  |                             |  |
|                          |                      | Risikka di Polonia           | Salomea di Berg         |  |  |       |  |  |                       |  |  |                             |  |
| Brigitta di Danimarca    |                      | Risikka di Polonia           |                         |  |  |       |  |  |                       |  |  |                             |  |
|                          |                      | Sverker I di Svezia          | …                       |  |  |       |  |  |                       |  |  |                             |  |
|                          |                      | Sverker I di Svezia          | …                       |  |  |       |  |  |                       |  |  |                             |  |
|                          |                      | Sverker I di Svezia          | …                       |  |  |       |  |  |                       |  |  |                             |  |
| Elena di Svezia          |                      | Sverker I di Svezia          |                         |  |  |       |  |  |                       |  |  |                             |  |
|                          |                      | …                            | …                       |  |  |       |  |  |                       |  |  |                             |  |
|                          |                      | …                            | …                       |  |  |       |  |  |                       |  |  |                             |  |
|                          |                      | …                            | …                       |  |  |       |  |  |                       |  |  |                             |  |
|                          |                      | …                            |                         |  |  |       |  |  |                       |  |  |                             |  |